# William Thalbitzer
Carl William Thalbitzer (Født 5. februar 1873 i Helsingør, død 18. september 1958 i Usserød) var en dansk sprogforsker og etnograf, bror til nationaløkonomen Carl Thalbitzer.

## Karriere
Han var søn af fabrikejer Albert Thalbitzer (død 1893) og hustru Elisabeth f. Simony (død 1926) og blev student i Helsingør 1891. Thalbitzer begyndte sin videnskabelige løbebane som filolog, vandt Københavns Universitets guldmedalje 1894 for en filologisk afhandling og blev cand.mag. 1899. Hans hovedinteresse blev tidligt det eskimoiske sprog. 1900-01 foretog han sin første videnskabelige rejse til Vest- og Østgrønland og har senere på flere rejser indsamlet sprogligt, folkloristisk og etnografisk materiale i Grønland. Ved sin afhandling "A phonetical study of the Eskimo language" (Meddelelser om Grønland, bd 31, 1904) vandt Thalbitzer et anset navn blandt de forskere, der har studeret Amerikas urbefolkning. I Handbook of the American languages (bind I, Washington 1911) har Thalbitzer behandlet eskimosproget. Der foreligger fra Thalbitzers hånd en lang række større og mindre afhandlinger, der ganske overvejende har eskimoisk sprog og kultur til emne. Hans største værk, "The Ammassalik Eskimo" (1914-23, Meddelelser om Grønland, bd. 39-40) er en omfattende monografi om østgrønlænderne. Dets første bind var delvis bygget på det af Gustav Holm’s "Konebådsekspedition" indsamlede materiale og indledet med Holms egen etnografiske skildring. Også af Østgrønlands arkæologi har Thalbitzer indlagt sig fortjeneste, navnlig ved sin "Ethnological description of the Amdrup collection from East Greenland" (Meddelelser om Grønland, bd. 28, 1909). Blandt hans øvrige arbejder fremhæves Grønlandske Sagn om Eskimoernes Fortid (1913) og Eskimoernes kultiske Guddomme (1926). 1920 blev Thalbitzer docent ved Københavns Universitet i grønlandsk sprog og kultur, 1926 udnævntes han til professor ved universitetet.
I 1905 ægtede han billedhugger Ellen Locher, datter af marinemaleren, professor Carl Locher og hustru f. Gullich.

## Hædersbevisninger
Thalbitzer blev optaget i Videnskabernes Selskab i 1923. 1927 blev Loubat-prisen tildelt ham for hans fortjeneste af amerikanistiken af det svenske Kungliga Vitterhets Historie och Antikvitets Akademien. Han var æresmedlem af Société des Américanistes de Paris, af Anthropological Society of Washington, af Det grønlandske Selskab i København og grønlænderforeningen Kalatdlit. 1952 blev han æresdoktor ved Københavns Universitet.

## Forfatterskab
- "A phonetical study of the Eskimo language" (Meddelelser om Grønland, bind 31; 1904)
- "Ethnological description of the Amdrup collection from East Greenland" (Meddelelser om Grønland, bd. 28, 1909)
- Handbook of the American languages, bind I; Washington 1911
- Grønlandske Sagn om Eskimoernes Fortid 1913
- Eskimoernes kultiske Guddomme; 1926
- tunumiut taigdliait; 1931
- kalâleq; 1932
- Fra Grønlandsforskningens første Dage; 1932
- "Det nye Grønlandskort og de aktiske Stednavne" (Danske Studier 1934; s. 97-106)
- Christian Rosing: Østgrønlænderne (Tunuamiut); (kildeudgivelse ved Thalbitzer)
- Ujuâts Dagbøger; 1957 (kildeudgivelse)
- "Dagbog Østgrønland. Juni 1905 - September 1906." William Thalbizers originale dagbog og fotografier fra Ammassalikområdet. Redigeret af Ole Lund. Det Grønlandske Selskabs særskrifter nr. XLIV.

### På internettet
- William Thalbitzer: "A phonetical study of the Eskimo Language" (Meddelelser om Grønland, bind XXXI; København 1904)
- William Thalbitzer: "Eskimokulturen ved Angmagssalik (Ammassalik)". lagttagelser fra et Ophold i Østgrønland 1905—1906" (Geografisk Tidsskrift, Bind 19; 1907)
- William Thalbitzer: "Bidrag til Eskimoernes Fortidshistorie. I" (Geografisk Tidsskrift, Bind 19; 1907)
- William Thalbitzer: "Bidrag til Eskimoernes Fortidshistorie. II" (Geografisk Tidsskrift, Bind 20; 1909)
- William Thalbitzer: "Bidrag til Eskimoernes Fortidshistorie. III" (Geografisk Tidsskrift, Bind 20; 1909)
- William Thalbitzer: "The Ammasalik Eskimo. Contributions to the Ethnology of the East Greenland Natives", Part I (Meddelelser om Grønland, København 1914)
- William Thalbitzer (anmeldelse af): H. P, Steensby, An anthropogeographieal study of the Origin of the Eskimo Culture (Særtryk af Meddelelser om Grønland LUI, 1916. 200 Sider, 2 Tavler)." (Geografisk Tidsskrift, Bind 23; 1915)
- William Thalbitzer: "Aaräituaq, dødningens trommesang. En östgrönlandsk legende" (Ord och Bild; 1917)
- William Thalbitzer: "Den 20de internationale Amerikanistkongres i Rio Janeiro. 20. —30. August 1922." (Geografisk Tidsskrift, Bind 27; 1924)
- William Thalbitzer: "Den 21. internationale Amerikanistkongres i Haag 12.-16. August og i Gøteborg 20.-26. August 1924." (Geografisk Tidsskrift, Bind 28; 1925)
- W. Thalbitzer: "Upernivik eller Upernavik?" (Geografisk Tidsskrift, Bind 29; 1926)
- William Thalbitzer: "Den 22de internationale Amerikanistkongres i Rom 23—30. September 1926" (Geografisk Tidsskrift, Bind 30; 1927)
- William Thalbitzer: "Den 23. internationale Amerikanistkongres i Newyork 1928." (Geografisk Tidsskrift, Bind 32; 1929)
- W. Thalbitzer (anmeldelse af): "Schultz-Lorentzen: Den grønlandske Ordbog. Grønlandsk=Dansk. Ny Udgave udgivet af Kirkeministeriet med Tilskud fra Grønlands Fællesfond, (Rosenbergs Bogtrykkeri). København 1926. (360 s.) og Schultz-Lorentzen: Dictionary of the West Greenland Eskimo Language. Published at the Expense of the Danish Rask*orsted Fund (= Meddelelser om Grønland LXIX. Reitzel publisher, printed at Bianco Luno). Copenhagen 1927. (303 pp.) (Geografisk Tidsskrift, Bind 31; 1928)
- William Thalbitzer: "Eskimoiske stednavne fra Alaska og Grønland set i arkæologiens lys" (Geografisk Tidsskrift, Bind 35; 1932)
- William Thalbitzer (anmeldelse af): "Louis Bobé: Diplomatarium Groenlandicum 1492-1814. Aktstykker og Breve til Oplysning om Grønlands Besejling, Kolonisation og Missionering. — Med to Indledninger: 1, Opdagelsesrejser til Grønland 1473 —1806; 2, Den grønlandske Handels og Kolonisations Historie indtil 1870. (= Meddelelser om Grønland, 55. bind. S. 1—54, 1—152 med 6 plancher, og 1—431. Udgivet af Kommissionen for videnskakelige Undersøgelser i Grønland. C. A. Reitzels Forlag). København 1936." (Geografisk Tidsskrift, Bind 42; 1939)
- William Thalbitzer: "The Ammasalik Eskimo. Contributions to the Ethnology of the East Greenland Natives", Part II (Meddelelser om Grønland, Bind 40, København 1941)
- »Verden som helhed bør eskimoiseres« – et efterladt brev fra William Thalbitzer til Erik Holtved (Tidsskriftet Grønland 1998 nr 1)

## Nekrolog
- Erik Holtved: "WILLIAM THALBITZER, 5. februar 1873—18. september 1958" (Geografisk Tidsskrift, Bind 57; 1958)
- Erik Holtved: "WILLIAM THALBITZER, 5. februar 1873—18. september 1958" (Tidsskriftet Grønland 1958, Nr. 12)